# Mallota bucharica
Mallota bucharica är en tvåvingeart som beskrevs av Stackelberg 1950. Mallota bucharica ingår i släktet hålblomflugor, och familjen blomflugor. Inga underarter finns listade i Catalogue of Life.